# Outlast 2
Outlast 2 (estilizado como OU⸸LASTII) é um jogo eletrônico de survival horror em primeira pessoa desenvolvido e publicado pela Red Barrels para Microsoft Windows, PlayStation 4 e Xbox One em 25 de abril de 2017. É a sequência do jogo eletrônico de 2013 Outlast e apresenta um jornalista chamado Blake Langermann, junto com sua esposa Lynn, percorrendo o deserto do Arizona para explorar o assassinato de uma mulher grávida, apenas conhecida como Jane Doe. Blake e Lynn se separam em um acidente de helicóptero, e Blake tem que encontrar sua esposa enquanto viaja através de uma aldeia habitada por uma seita chamada Testamento do Novo Ezequiel (Testament of the New Ezekiel) que acredita que o fim dos dias está chegando.
Pouco depois do lançamento e popularidade de Outlast, Red Barrels anunciou a sequência. Uma demonstração de jogabilidade foi lançada tanto na PAX East quanto na E3 2016 em 22 de abril e 15 de junho, respectivamente, com lançamento inicial previsto para o outono de 2016. No entanto, devido a complicações durante o desenvolvimento, o jogo foi adiado para o primeiro trimestre de 2017 em 1 de agosto. Apesar da promessa de lançar o jogo no primeiro trimestre de 2017, a data de lançamento do jogo foi antecipada para o segundo trimestre de 2017. Uma versão para o Nintendo Switch foi lançada em 27 de março de 2018 na Nintendo eShop.

## Jogabilidade
Assim como seus predecessores Outlast e Outlast: Whistleblower, Outlast 2 é um jogo eletrônico em primeira pessoa de survival horror de um jogador, onde a história se passa no norte do Arizona. O jogo também contém as características de found footage do primeiro jogo. O jogador controla o jornalista investigativo e cinegrafista Blake Langermann, que investiga uma área rural em ruínas em Supai, perto da borda ocidental do Planalto do Colorado.
Langermann é completamente incapaz de lutar e só pode se defender, mas deve correr e se esconder de forma semelhante ao primeiro Outlast, podendo esconder-se em armários, barris, embaixo de camas e piscinas e pode agachar-se, correr, pular, andar, abaixar, escorregar e escalar pequenas paredes e cercas. No entanto, o jogador tem um medidor de resistência muito mais limitado e deve gerenciar quanto tempo o personagem pode correr ou então ele se tornará mais lento e cansado, fazendo com que seu perseguidor o atinja. Ele só possui uma camcorder, que tem visão noturna habilitada, embora as pilhas da câmera de vídeo também sejam drenadas quando a visão noturna é usada. Ao contrário do primeiro jogo, Langermann é um cinegrafista, o que significa que ele possui uma câmera muito mais sofisticada, que possui imagens mais claras, zoom e um sistema de áudio mais elaborado incorporado em cada alto-falante que pode ser usado para detectar passos distantes e outros ruídos. O jogador também está equipado com um sistema de inventário que mostra a quantidade de vídeos gravados na câmera e os itens que o personagem carrega. As baterias que recarregam a câmera de vídeo estão espalhadas por todos os locais do jogo, bem como kits de médicos que servem para se curar. Langermann também usa óculos, o que limita a visão do jogador ao cair.

## Enredo
Blake Langermann, um jornalista investigativo e cinegrafista, e sua esposa Lynn Langermann, que trabalham juntos, sofrem um acidente de helicóptero na região de Supai, localizada no Planalto do Colorado, Arizona, enquanto investigavam o misterioso assassinato de uma jovem grávida conhecida apenas como Jane Doe. Quando ele acorda após o acidente, Blake encontra o piloto de seu helicóptero esfolado vivo e preso em uma árvore nas proximidades e percebe que sua esposa desapareceu. Blake segue caminho para uma vila próxima, conhecida como Temple Gate, onde localiza Lynn em uma capela, capturada por um culto religioso cristão liderado por "Papa" Sullivan Knoth. Knoth afirma que o final dos dias está chegando, e que Lynn está grávida do Anticristo. Eles escapam da capela, mas Lynn hesita, sofrendo de cólicas estomacais. O casal fica separado quando Lynn é sequestrada pelos Hereges e seu líder Val, um culto que se opõe a Knoth e deseja que o Anticristo nasça, acelerando o processo do fim dos tempos. Blake então tem a principal missão de salvar sua esposa e um bebe que não faz ideia de como foi parar no ventre de Lynn.